# Herveys Range Developmental Road
Die Herveys Range Developmental Road ist eine Fernverkehrsstraße im Osten des australischen Bundesstaates Queensland. Sie verläuft in West-Ost-Richtung und hat eine Länge von 137 km. Sie verbindet den Bruce Highway und den Flinders Highway in Townsville mit der Gregory Developmental Road.

## Verlauf
Die durchgehend asphaltierte Straße verlässt Townsville nach Westen und durchquert die Herveys Range.
An der Westflanke des Gebirges führt sie in das Tal des Burdekin River hinunter, den sie auch überquert. Ca. 20 km südöstlich des  Bluewater Springs Roadhouse trifft sie auf die Gregory Developmental Road (S63).